# Ordem do Leão da Finlândia
A Ordem do Leão da Finlândia (em finlandês:  Suomen Leijonan ritarikunta; em sueco:  Finlands Lejons orden) é uma das três ordens oficiais da Finlândia, juntamente com a Ordem da Cruz da Liberdade e a Ordem da Rosa Branca. O presidente da Finlândia é o Grão-Mestre das três ordens. As ordens são administradas por conselhos compostos por um grão-cancelário, um vice-cancelário e, pelo menos, quatro membros. As ordens da Rosa Branca e do Leão da Finlândia possuem um conselho conjunto.
Fundada a 11 de setembro de 1942, a Ordem do Leão da Finlândia foi introduzida num esforço para preservar o prestígio da Ordem da Rosa Branca da Finlândia, que poderia ter seu valor reduzido, caso fosse entregue com frequência, e para facilitar a concessão de honrarias para os vários tipos do mérito. O Leão da Finlândia é concedido por mérito civil e militar. A cor da fita de todos os graus da insígnia é vermelho escuro. 
O presidente da Finlândia traz consigo a Estrela da Ordem do Leão da Finlândia.

## Graus da Ordem
Os graus da Ordem do Leão da Finlândia são os seguintes: 
1
- Comandante Grã-Cruz da Ordem do Leão da Finlândia (abreviatura: SL RK I LK, Suomen Leijonan ritarikunta ensimäinen luokka).
  - com espada.
  - sem espada.

2
- Comandante, 1º Grau, da Ordem do Leão da Finlândia.
  - com espada.
  - sem espada.

3
- Comandante da Ordem do Leão da Finlândia.
  - com espada.
  - sem espada.

4
- Medalha Pro Finlandia da Ordem do Leão da Finlândia, atribuída a:
  - Artistas.
  - Escritores.

5
- Cavaleiro de 1º Grau da Ordem do Leão da Finlândia.
  - com espada.
  - sem espada.

6
- Cavaleiro da Ordem do Leão da Finlândia.

7
- Cruz de Mérito da Ordem do Leão da Finlândia.